# Vega de Mera
Vega de Mera es una localidad peruana ubicada en el distrito de Catacaos, perteneciente a la provincia y departamento de Piura, al norte del Perú. 

## Ubicación
Vega de Mera se ubica al sureste de la provincia de Piura, en el distrito de Catacaos, en el departamento de Piura.

## Demografía
En 2017 Vega de Mera tenía una población de 20 habitantes.
| Gráfica de evolución demográfica de Vega de Mera entre 1993 y 2017 |
|                                                                    |
| Fuentes: Población 1993 y 2017                                     |